# Брюїн (Пенсільванія)
Брюїн (англ. Bruin) — місто (англ. borough) в США, в окрузі Батлер штату Пенсільванія. Населення — 423 особи (2020).

## Географія
Брюїн розташований за координатами 41°3′16″ пн. ш. 79°43′38″ зх. д. / 41.05444° пн. ш. 79.72722° зх. д. (41.054396, -79.727293).  За даними Бюро перепису населення США в 2010 році місто мало площу 4,73 км², уся площа — суходіл.

## Демографія
Згідно з переписом 2010 року, у селищі мешкали 524 особи в 192 домогосподарствах у складі 147 родин. Густота населення становила 111 осіб/км².  Було 216 помешкань (46/км²).
Расовий склад населення:
| - 98,5 % — білих - 0,8 % — корінних американців - 0,4 % — азіатів |

До двох чи більше рас належало 0,4 %. Частка іспаномовних становила 1,9 % від усіх жителів.
За віковим діапазоном населення розподілялося таким чином: 28,6 % — особи молодші 18 років, 59,9 % — особи у віці 18—64 років, 11,5 % — особи у віці 65 років та старші. Медіана віку мешканця становила 33,1 року. На 100 осіб жіночої статі у селищі припадало 89,2 чоловіків;  на 100 жінок у віці від 18 років та старших — 89,8 чоловіків також старших 18 років.
Середній дохід на одне домашнє господарство  становив 46 683 долари США (медіана — 43 654), а середній дохід на одну сім'ю — 51 768 доларів (медіана — 44 875). Медіана доходів становила 45 417 доларів для чоловіків та 26 528 доларів для жінок. За межею бідності перебувало 15,4 % осіб, у тому числі 17,3 % дітей у віці до 18 років та 10,9 % осіб у віці 65 років та старших.
Цивільне працевлаштоване населення становило 200 осіб. Основні галузі зайнятості: роздрібна торгівля — 22,5 %, освіта, охорона здоров'я та соціальна допомога — 16,5 %, виробництво — 15,5 %.